# Peter Larsen (Oberleutnant)
 Der er flere personer med dette navn, se Peter Larsen.
Peter Larsen (født 8. oktober 1892 i Barsmark på Løjt, død 1. juli 1983) var Oberleutnant og medlem af det tyske mindretals ledelse.

## Baggrund
Peter Larsen blev født i Barsmark på Løjt ved Aabenraa og voksede op i et dansksindet hjem i Nordslesvig, som på dette tidspunkt hørte under Det Tyske Kejserrige. Fra 1908 til 1912 frekventerede han forskellige tyske militære skoler, og fra 1912 til 1914 gjorde han tjeneste som underofficer. Under 1. verdenskrig gjorde han fronttjeneste og avancerede til Oberleutnant. 
Selv om den højtdekorerede Peter Larsen under 1. verdenskrig mistede en arm, gjorde han fra 1918 til 1920 tjeneste i diverse tyske frikorps, som bekæmpede indre uro i Tyskland. Efter det såkaldte Kapp-kup søgte han sin afsked og levede herefter af sin officerspension. Larsen blev tidligt fanget af den nazistiske ideologi, og han var med, da Jens Møller med rigstysk støtte samlede de nordslesvigske nazistiske bevægelser i Nationalsozialistische Deutsche Arbeiterpartei-Nordschleswig (NSDAP-N). Møller udnævnte Larsen til leder af det filantropiske Selbsthilfe, men nok så vigtigt også til leder af partiets såkaldte Organisationsamt. Posten gjorde ham selvskreven til mindretallets ledelse, Det lille politiske Råd, og gav Larsen en stadig mere dominerende rolle, således at han blev Møllers højre hånd.

## 2. verdenskrig
Som leder af Organisationsamt var Larsen hovedansvarlig for hvervningen af frontfrivillige i mindretallet og for i ikke ringe grad at lægge pres på mindretallets unge for at få dem til at melde sig. Han var leder af de uniformerede Zeitfreiwillig- og Selbstschutzkorps. Førstnævnte var en slags hjemmeværn under den tyske værnemagts kommando, sidstnævnte et uniformeret og bevæbnet beskyttelseskorps, som var rekrutteret blandt SK's - (Schleswigsche Kameradschaft) medlemmer, og som virkede i tilknytning til besættelsesmagten imod danske medborgere. SK, som Larsen overtog ledelsen af fra juli 1941 efter Lauritz Clausen, kan sammenlignes med det rigstyske SA og udgjorde mindretallets ideologiske kernetropper. Som leder af Organisationsamt plejede Larsen tillige tætte forbindelser til rigstyske efterretningsorganer, hvortil han indberettede om bl.a. tyskfjendtlige personer og organisationer, indberetninger der i adskillige dokumenterede tilfælde blev anvendt af Det tyske Sikkerhedspoliti, som Larsen også lejlighedsvis arbejdede direkte sammen med i sin egenskab af SK-leder. Især havde Larsen dog et tæt samarbejde med Sicherheitsdienst og denne tjenestes kontor i Aabenraa.

## Domfældelse og efterkrigstid
Under retsopgøret blev Larsen dømt for som medlem af Det lille politiske Råd at være medansvarlig for utilbørlige angreb på danske medborgere og institutioner i mindretallets avis, samt for som leder af SK at være direkte ansvarlig for den hetz, som bladet ”Der SK-Mann” førte mod danske medborgere, herunder jødiske. Derimod takserede retten ikke Larsens grænserevisionsbestræbelser som højforræderi. Ved processen mod mindretalsledelsen i september 1948 blev han af Byretten i Aabenraa idømt 15 års fængsel, ligesom Jens Møller, og ligesom Møller fik han året efter nedsat straffen ved Landsretten, dog kun til 13 år. Peter Larsen, som dermed fik den længste dom blandt mindretalsledelsen, blev dog benådet i 1950 og levede herefter tilbagetrukket i Skovby på Løjt.